# Roland Garros 2022
De 121e editie van het Franse grandslamtoernooi Roland Garros 2022 werd gehouden van zondag 22 mei tot en met zondag 5 juni 2022. Voor de vrouwen was het de 115e editie. Het toernooi werd gespeeld in het Roland-Garrosstadion in het 16e arrondissement van Parijs.
Op grond van een beslissing van de gezamenlijke internationale tennisbonden speelden deelnemers uit Rusland en Wit-Rusland zonder hun nationale kenmerken.

## Toernooisamenvatting
- Bij het mannenenkelspel was Novak Đoković uit Servië titelverdediger. De Spanjaard Rafael Nadal won het toernooi.
- Barbora Krejčíková uit Tsjechië was titelverdedigster bij het vrouwenenkelspel. De titel ging dit jaar naar de Poolse Iga Świątek.
- Het vrouwendubbelspel werd in 2021 gewonnen door Barbora Krejčíková en Kateřina Siniaková uit Tsjechië. De Françaises Caroline Garcia en Kristina Mladenovic bevochten hun tweede zege op het Parijse gravel.
- Bij de mannen waren de Fransen Pierre-Hugues Herbert en Nicolas Mahut titelhouders. El Salvadoraan Marcelo Arévalo en Nederlander Jean-Julien Rojer wonnen het toernooi.
- Het gemengd dubbelspel werd in 2021 gewonnen door Desirae Krawczyk (VS) en Joe Salisbury (VK). De Japanse Ena Shibahara en Wesley Koolhof uit Nederland zegevierden op dit toernooi-onderdeel.
- In het rolstoeltoernooi wonnen de Nederlanders Sam Schröder en Niels Vink de dubbelspeltitel in de categorie quad.[3] De Nederlandse Diede de Groot won de enkelspeltitel bij de vrouwen. Samen met landgenote Aniek van Koot won De Groot bovendien de dubbelspeltitel. In een geheel Nederlandse quad-enkelspelfinale won Niels Vink van Sam Schröder.
- Het toernooi trok 613.586 toeschouwers.[4]

### Toernooikalender
| Roland Garros      | mei 2022 | mei 2022 | mei 2022 | mei 2022 | mei 2022 | mei 2022 | mei 2022 | mei 2022 | mei 2022    | mei 2022    | juni 2022    | juni 2022    | juni 2022    | juni 2022 | juni 2022 |
| Roland Garros      | zon 22   | maa 23   | din 24   | woe 25   | don 26   | vrĳ 27   | zat 28   | zon 29   | maa 30      | din 31      | woe 1        | don 2        | vrĳ 3        | zat 4     | zon 5     |
| ------------------ | -------- | -------- | -------- | -------- | -------- | -------- | -------- | -------- | ----------- | ----------- | ------------ | ------------ | ------------ | --------- | --------- |
| mannenenkelspel    | 1e ronde | 1e ronde | 1e ronde | 2e ronde | 2e ronde | 3e ronde | 3e ronde | 4e ronde | 4e ronde    | kwartfinale | kwartfinale  |              | halve finale |           | finale    |
| vrouwenenkelspel   | 1e ronde | 1e ronde | 1e ronde | 2e ronde | 2e ronde | 3e ronde | 3e ronde | 4e ronde | 4e ronde    | kwartfinale | kwartfinale  | halve finale |              | finale    |           |
| mannendubbelspel   |          |          | 1e ronde | 1e ronde | 2e ronde | 2e ronde | 3e ronde | 3e ronde | kwartfinale | kwartfinale |              | halve finale |              | finale    |           |
| vrouwendubbelspel  |          |          |          | 1e ronde | 1e ronde | 2e ronde | 2e ronde | 3e ronde | 3e ronde    | kwartfinale | kwartfinale  |              | halve finale |           | finale    |
| gemengd dubbelspel |          |          |          | 1e ronde | 1e ronde | 1e ronde | 2e ronde | 2e ronde | kwartfinale | kwartfinale | halve finale | finale       |              |           |           |

## Enkelspel
|                      |  |                      |
| Winnaar Rafael Nadal |  | Winnares Iga Świątek |

### Mannen
Titelverdediger was de Serviër Novak Đoković – hij werd in de kwartfinale uitgeschakeld door de latere winnaar. De Spanjaard Rafael Nadal won zijn veertiende titel op Roland Garros, zijn 22e grandslamtitel in totaal.

### Vrouwen
Titelverdedigster was Barbora Krejčíková uit Tsjechië. De Poolse Iga Świątek won haar tweede grandslamtitel.

## Dubbelspel

### Mannen
De Fransen Pierre-Hugues Herbert en Nicolas Mahut waren de titelverdedigers – zij strandden echter al in de eerste ronde. Het koppel Marcelo Arévalo (El Salvador) en Jean-Julien Rojer (Nederland) won het toernooi.

### Vrouwen
De Tsjechische dames Barbora Krejčíková en Kateřina Siniaková waren de titelhoudsters, maar wegens blessure van Krejčíková speelden zij niet mee. Het herenigde Franse koppel Caroline Garcia en Kristina Mladenovic zegevierde voor de tweede keer op hun thuis-grandslamtoernooi, na een eerdere winst in 2016.

### Gemengd
In 2021 gingen Desirae Krawczyk (VS) en Joe Salisbury (VK) met de titel naar huis. In 2022 werd dit toernooi-onderdeel gewonnen door de Japanse Ena Shibahara en Wesley Koolhof uit Nederland – voor beiden was dit hun eerste grandslamtitel.

## Kwalificatietoernooi (enkelspel)
Algemene regels – Aan het hoofdtoernooi (enkelspel) doen bij de mannen en vrouwen elk 128 tennissers mee. De 104 beste mannen en 104 beste vrouwen van de wereldranglijst die zich inschrijven worden rechtstreeks toegelaten. Acht mannen en acht vrouwen krijgen van de organisatie een wildcard (zes toegekend door Roland Garros zelf, één door Tennis Australia en één door de United States Tennis Association). Voor de overige ingeschrevenen resteren dan nog zestien plaatsen bij de mannen en zestien plaatsen bij de vrouwen in het hoofdtoernooi – deze plaatsen worden via het kwalificatietoernooi ingevuld. Aan dit kwalificatietoernooi doen nog eens 128 mannen en 128 vrouwen mee.
De kwalificatiewedstrijden vonden plaats van maandag 16 tot en met vrijdag 20 mei 2022.
De volgende deelnemers aan het kwalificatietoernooi wisten zich een plaats te veroveren in de hoofdtabel:

### Mannenenkelspel
- Geoffrey Blancaneaux
- Nuno Borges
- Bjorn Fratangelo
- Borna Gojo
- Norbert Gombos
- Zdeněk Kolář
- Pavel Kotov
- Jason Kubler
- Andrej Koeznetsov
- Sebastian Ofner
- Santiago Rodríguez Taverna
- Tseng Chun-hsin
- Camilo Ugo Carabelli
- Juan Pablo Varillas
- Bernabé Zapata Miralles
- Giulio Zeppieri

Lucky losers
- Franco Agamenone
- Pedro Cachín
- Alessandro Giannessi
- Juan Ignacio Londero

### Vrouwenenkelspel
- Hailey Baptiste
- Irina Maria Bara
- Mirjam Björklund
- Ysaline Bonaventure
- Cristina Bucșa
- Fernanda Contreras
- Olga Danilović
- Valentini Grammatikopoulou
- Aleksandra Krunić
- Rebecca Marino
- Jule Niemeier
- Linda Nosková
- Oksana Selechmetjeva
- Lesja Tsoerenko
- Donna Vekić
- Zhu Lin

Lucky losers
- Mihaela Buzărnescu
- Anastasija Gasanova
- Réka Luca Jani
- Nastasja Schunk
- Rebecca Šramková
- Viktoriya Tomova

## Junioren
Meisjesenkelspel

Finale: Lucie Havlíčková (Tsjechië) won van Solana Sierra (Argentinië) met 6-3, 6-3
Meisjesdubbelspel

Finale: Sára Bejlek (Tsjechië) en Lucie Havlíčková (Tsjechië) wonnen van Nikola Bartůňková (Tsjechië) en Céline Naef (Zwitserland) met 6-3, 6-3
Jongensenkelspel

Finale: Gabriël Debru (Frankrijk) won van Gilles-Arnaud Bailly (België) met 7-6, 6-3
Jongensdubbelspel

Finale: Edas Butvilas (Litouwen) en Mili Poljičak (Kroatië) wonnen van Gonzalo Bueno (Peru) en Ignacio Buse (Peru) met 6-4, 6-0

## Rolstoeltennis
Rolstoelvrouwenenkelspel

Finale: Diede de Groot (Nederland) won van Yui Kamiji (Japan) met 6-4, 6-1
Rolstoelvrouwendubbelspel

Finale: Diede de Groot (Nederland) en Aniek van Koot (Nederland) wonnen van Yui Kamiji (Japan) en Kgothatso Montjane (Zuid-Afrika) met 7-6, 1-6, [10-8]
Rolstoelmannenenkelspel

Finale: Shingo Kunieda (Japan) won van Gustavo Fernández (Argentinië) met 6-2, 5-7, 7-5
Rolstoelmannendubbelspel

Finale: Alfie Hewett (VK) en Gordon Reid (VK) wonnen van Gustavo Fernández (Argentinië) en Shingo Kunieda (Japan) met 7-6, 7-6
Quad-enkelspel

Finale: Niels Vink (Nederland) won van Sam Schröder (Nederland) met 6-4, 7-6
Quad-dubbelspel

Finale: Sam Schröder (Nederland) en Niels Vink (Nederland) wonnen van Heath Davidson (Australië) en Ymanitu Silva (Brazilië) met 6-2, 6-2

## Speelschema van dag tot dag
Onderstaand het speelschema van de drie hoofdbanen van dag tot dag.
Alle tijden zijn lokaal MEZT (UTC+2).

### Dag 1 (zondag 22 mei)
- Reekshoofden uitgeschakeld:
  - Mannenenkelspel:  Alejandro Davidovich Fokina [25],  Jenson Brooksby [31]
  - Vrouwenenkelspel:  Ons Jabeur [6],  Garbiñe Muguruza [10]
- Speelschema

| Wedstrijden op de hoofdbanen                         | Wedstrijden op de hoofdbanen                         | Wedstrijden op de hoofdbanen                         | Wedstrijden op de hoofdbanen                         |
| Evenement                                            | Winnaar                                              | Verliezer                                            | Score                                                |
| Wedstrijden op Court Philippe-Chatrier (centercourt) | Wedstrijden op Court Philippe-Chatrier (centercourt) | Wedstrijden op Court Philippe-Chatrier (centercourt) | Wedstrijden op Court Philippe-Chatrier (centercourt) |
| ---------------------------------------------------- | ---------------------------------------------------- | ---------------------------------------------------- | ---------------------------------------------------- |
| Vrouwenenkelspel 1e ronde                            | Magda Linette                                        | Ons Jabeur [6]                                       | 3–6, 7–6(7–4), 7–5                                   |
| Mannenenkelspel 1e ronde                             | Félix Auger-Aliassime [9]                            | Juan Pablo Varillas [Q]                              | 2–6, 2–6, 6–1, 6–3, 6–3                              |
| Vrouwenenkelspel 1e ronde                            | Maria Sakkari [4]                                    | Clara Burel                                          | 6–2, 6–3                                             |
| Mannenenkelspel 1e ronde                             | Carlos Alcaraz [6]                                   | Juan Ignacio Londero [LL]                            | 6–4, 6–2, 6–0                                        |
| Wedstrijden op Court Suzanne-Lenglen (Grandstand)    |                                                      |                                                      |                                                      |
| Vrouwenenkelspel 1e ronde                            | Sloane Stephens                                      | Jule Niemeier [Q]                                    | 5–7, 6–4, 6–2                                        |
| Mannenenkelspel 1e ronde                             | John Isner [23]                                      | Quentin Halys                                        | 7–6(7–3), 4–6, 7–6(7–1), 7–6(8–6)                    |
| Mannenenkelspel 1e ronde                             | Alexander Zverev [3]                                 | Sebastian Ofner [Q]                                  | 6–2, 6–4, 6–4                                        |
| Vrouwenenkelspel 1e ronde                            | Leylah Fernandez [17]                                | Kristina Mladenovic                                  | 6–0, 7–5                                             |
| Wedstrijden op Court Simonne Mathieu                 |                                                      |                                                      |                                                      |
| Mannenenkelspel 1e ronde                             | Hugo Dellien                                         | Dominic Thiem                                        | 6–3, 6–2, 6–4                                        |
| Vrouwenenkelspel 1e ronde                            | Kaia Kanepi                                          | Garbiñe Muguruza [10]                                | 2–6, 6–3, 6–4                                        |
| Mannenenkelspel 1e ronde                             | Fabio Fognini                                        | Alexei Popyrin                                       | 6–4, 7–5, 6–4                                        |
| Vrouwenenkelspel 1e ronde                            | Coco Gauff [18]                                      | Rebecca Marino [Q]                                   | 7–5, 6–0                                             |
| Wedstrijden begonnen om 11:00 uur                    |                                                      |                                                      |                                                      |

### Dag 2 (maandag 23 mei)
De regen onderbrak het spel om 13:00 voor twee uur lang. Het dak van Court Philippe-Chatrier was gesloten tot het einde van de dagsessie.
- Reekshoofden uitgeschakeld:
  - Mannenenkelspel:  Reilly Opelka [17]
  - Vrouwenenkelspel:  Barbora Krejčíková [2],  Anett Kontaveit [5],  Liudmila Samsonova [25]
- Speelschema

| Wedstrijden op de hoofdbanen                                                                                              | Wedstrijden op de hoofdbanen                         | Wedstrijden op de hoofdbanen                         | Wedstrijden op de hoofdbanen                         |
| Evenement | Winnaar                                              | Verliezer                                            | Score                                                |
| Wedstrijden op Court Philippe-Chatrier (centercourt)                                                                      | Wedstrijden op Court Philippe-Chatrier (centercourt) | Wedstrijden op Court Philippe-Chatrier (centercourt) | Wedstrijden op Court Philippe-Chatrier (centercourt) |
| --- | ---------------------------------------------------- | ---------------------------------------------------- | ---------------------------------------------------- |
| Vrouwenenkelspel 1e ronde                                                                                                 | Iga Świątek [1]                                      | Lesia Tsurenko [Q]                                   | 6–2, 6–0                                             |
| Vrouwenenkelspel 1e ronde                                                                                                 | Diane Parry                                          | Barbora Krejčíková [2]                               | 1–6, 6–2, 6–3                                        |
| Mannenenkelspel 1e ronde                                                                                                  | Rafael Nadal [5]                                     | Jordan Thompson                                      | 6–2, 6–2, 6–2                                        |
| Mannenenkelspel 1e ronde                                                                                                  | Novak Djokovic [1]                                   | Yoshihito Nishioka                                   | 6–3, 6–1, 6–0                                        |
| Wedstrijden op Court Suzanne-Lenglen (Grandstand)                                                                         |                                                      |                                                      |                                                      |
| Vrouwenenkelspel 1e ronde                                                                                                 | Amanda Anisimova [27]                                | Naomi Osaka                                          | 7–5, 6–4                                             |
| Mannenenkelspel 1e ronde                                                                                                  | Corentin Moutet [WC]                                 | Stan Wawrinka [PR]                                   | 2–6, 6–3, 7–6(7–2), 6–3                              |
| Vrouwenenkelspel 1e ronde                                                                                                 | Ajla Tomljanović                                     | Anett Kontaveit [5]                                  | 7–6(7–5), 7–5                                        |
| Mannenenkelspel 1e ronde                                                                                                  | Lloyd Harris vs Richard Gasquet                      | Lloyd Harris vs Richard Gasquet                      | 1–6, 2–5, gestaakt                                   |
| Wedstrijden op Court Simonne Mathieu                                                                                      |                                                      |                                                      |                                                      |
| Vrouwenenkelspel 1e ronde                                                                                                 | Andrea Petković                                      | Océane Dodin                                         | 6–4, 6–2                                             |
| Mannenenkelspel 1e ronde                                                                                                  | Cameron Norrie [10]                                  | Manuel Guinard [WC]                                  | 7–5, 6–2, 6–0                                        |
| Vrouwenenkelspel 1e ronde                                                                                                 | Emma Raducanu [12]                                   | Linda Nosková [Q]                                    | 6–7(4–7), 7–5, 6–1                                   |
| Mannenenkelspel 1e ronde                                                                                                  | Benoît Paire vs Ilya Ivashka                         | Benoît Paire vs Ilya Ivashka                         | 3–6, 2–1, gestaakt                                   |
| Gekleurde achtergrond duidt op een avondwedstrijd                                                                         |                                                      |                                                      |                                                      |
| Dagwedstrijden begonnen om 11:00 uur (12:00 uur op Court Philippe-Chatrier), terwijl de avondwedstrijd om 20:45 uur begon |                                                      |                                                      |                                                      |

### Dag 3 (dinsdag 24 mei)
- Reekshoofden uitgeschakeld:
  - Mannenenkelspel:  Denis Shapovalov [14],  Pablo Carreño Busta [16],  Alex de Minaur [19],  Tommy Paul [30]
  - Mannendubbelspel:  Juan Sebastián Cabal /  Robert Farah [5],  John Peers /  Filip Polášek [8],  Santiago González /  Andrés Molteni [13]
- Speelschema

| Wedstrijden op de hoofdbanen                                                                                              | Wedstrijden op de hoofdbanen                         | Wedstrijden op de hoofdbanen                         | Wedstrijden op de hoofdbanen                         |
| Evenement | Winnaar                                              | Verliezer                                            | Score                                                |
| Wedstrijden op Court Philippe-Chatrier (centercourt)                                                                      | Wedstrijden op Court Philippe-Chatrier (centercourt) | Wedstrijden op Court Philippe-Chatrier (centercourt) | Wedstrijden op Court Philippe-Chatrier (centercourt) |
| --- | ---------------------------------------------------- | ---------------------------------------------------- | ---------------------------------------------------- |
| Vrouwenenkelspel 1e ronde                                                                                                 | Alizé Cornet                                         | Misaki Doi                                           | 6–2, 6–0                                             |
| Mannenenkelspel 1e ronde                                                                                                  | Casper Ruud [8]                                      | Jo-Wilfried Tsonga [WC]                              | 6–7(6–8), 7–6(7–4), 6–2, 7–6(7–0)                    |
| Vrouwenenkelspel 1e ronde                                                                                                 | Paula Badosa [3]                                     | Fiona Ferro [WC]                                     | 6–2, 6–0                                             |
| Mannenenkelspel 1e ronde                                                                                                  | Stéfanos Tsitsipás [4]                               | Lorenzo Musetti                                      | 5–7, 4–6, 6–2, 6–3, 6–2                              |
| Wedstrijden op Court Suzanne-Lenglen (Grandstand)                                                                         |                                                      |                                                      |                                                      |
| Mannenenkelspel 1e ronde                                                                                                  | Daniil Medvedev [2]                                  | Facundo Bagnis                                       | 6–2, 6–2, 6–2                                        |
| Mannenenkelspel 1e ronde                                                                                                  | Richard Gasquet                                      | Lloyd Harris                                         | 6–1, 6–3, 6–4                                        |
| Vrouwenenkelspel 1e ronde                                                                                                 | Caroline Garcia                                      | Taylor Townsend [PR]                                 | 6–3, 6–4                                             |
| Mannenenkelspel 1e ronde                                                                                                  | Hugo Gaston                                          | Alex de Minaur [19]                                  | 4–6, 6–2, 6–3, 0–6, 7–6(10–4)                        |
| Vrouwenenkelspel 1e ronde                                                                                                 | Aryna Sabalenka [7]                                  | Chloé Paquet                                         | 2–6, 6–3, 6–4                                        |
| Wedstrijden op Court Simonne Mathieu                                                                                      |                                                      |                                                      |                                                      |
| Vrouwenenkelspel 1e ronde                                                                                                 | Karolína Plíšková [8]                                | Tessah Andrianjafitrimo [WC]                         | 2–6, 6–3, 6–1                                        |
| Mannenenkelspel 1e ronde                                                                                                  | Ilya Ivashka                                         | Benoît Paire                                         | 6–3, 7–5, 1–6, 7–5                                   |
| Mannenenkelspel 1e ronde                                                                                                  | Frances Tiafoe [24]                                  | Benjamin Bonzi                                       | 7–5, 7–5, 7–6(7–5)                                   |
| Vrouwenenkelspel 1e ronde                                                                                                 | Simona Halep [19]                                    | Nastasja Schunk [LL]                                 | 6–4, 1–6, 6–1                                        |
| Mannenenkelspel 1e ronde                                                                                                  | Gilles Simon [WC]                                    | Pablo Carreño Busta [16]                             | 6–4, 6–4, 4–6, 1–6, 6–4                              |
| Gekleurde achtergrond duidt op een avondwedstrijd                                                                         |                                                      |                                                      |                                                      |
| Dagwedstrijden begonnen om 11:00 uur (12:00 uur op Court Philippe-Chatrier), terwijl de avondwedstrijd om 20:45 uur begon |                                                      |                                                      |                                                      |

### Dag 4 (woensdag 25 mei)
- Reekshoofden uitgeschakeld:
  - Mannenenkelspel:  Taylor Fritz [13]
  - Vrouwenenkelspel:  Maria Sakkari [4],  Emma Raducanu [12],  Sorana Cirstea, [26]  Petra Kvitová [32]
  - Mannendubbelspel:  Pierre-Hugues Herbert /  Nicolas Mahut [3],  Kevin Krawietz /  Andreas Mies [9],  Matthew Ebden /  Max Purcell [14]
  - Vrouwendubbelspel:  Alexa Guarachi /  Andreja Klepač [6],  Nicole Melichar-Martinez /  Ellen Perez [16]
- Speelschema

| Wedstrijden op de hoofdbanen                                                                                              | Wedstrijden op de hoofdbanen                         | Wedstrijden op de hoofdbanen                         | Wedstrijden op de hoofdbanen                         |
| Evenement | Winnaar                                              | Verliezer                                            | Score                                                |
| Wedstrijden op Court Philippe-Chatrier (centercourt)                                                                      | Wedstrijden op Court Philippe-Chatrier (centercourt) | Wedstrijden op Court Philippe-Chatrier (centercourt) | Wedstrijden op Court Philippe-Chatrier (centercourt) |
| --- | ---------------------------------------------------- | ---------------------------------------------------- | ---------------------------------------------------- |
| Vrouwenenkelspel 2e ronde                                                                                                 | Angelique Kerber [21]                                | Elsa Jacquemot [WC]                                  | 6–1, 7–6(7–2)                                        |
| Mannenenkelspel 2e ronde                                                                                                  | Alexander Zverev [3]                                 | Sebastián Báez                                       | 2–6, 4–6, 6–1, 6–2, 7–5                              |
| Vrouwenenkelspel 2e ronde                                                                                                 | Belinda Bencic [14]                                  | Bianca Andreescu [PR]                                | 6–2, 6–4                                             |
| Mannenenkelspel 2e ronde                                                                                                  | Rafael Nadal [5]                                     | Corentin Moutet [WC]                                 | 6–1, 6–3, 6–4                                        |
| Wedstrijden op Court Suzanne-Lenglen (Grandstand)                                                                         |                                                      |                                                      |                                                      |
| Vrouwenenkelspel 2e ronde                                                                                                 | Aliaksandra Sasnovich                                | Emma Raducanu [12]                                   | 3–6, 6–1, 6–1                                        |
| Vrouwenenkelspel 2e ronde                                                                                                 | Karolína Muchová                                     | Maria Sakkari [4]                                    | 7–6(7–5), 7–6(7–4)                                   |
| Mannenenkelspel 2e ronde                                                                                                  | Novak Djokovic [1]                                   | Alex Molčan                                          | 6–2, 6–3, 7–6(7–4)                                   |
| Mannenenkelspel 2e ronde                                                                                                  | Sebastian Korda [27]                                 | Richard Gasquet                                      | 7–6(7–5), 6–3, 6–3                                   |
| Wedstrijden op Court Simonne Mathieu                                                                                      |                                                      |                                                      |                                                      |
| Mannenenkelspel 2e ronde                                                                                                  | John Isner [23]                                      | Grégoire Barrère [WC]                                | 6–4, 6–4, 3–6, 7–6(7–5)                              |
| Vrouwenenkelspel 2e ronde                                                                                                 | Coco Gauff [18]                                      | Alison Van Uytvanck                                  | 6–1, 7–6(7–4)                                        |
| Mannenenkelspel 2e ronde                                                                                                  | Carlos Alcaraz [6]                                   | Albert Ramos Viñolas                                 | 6–1, 6–7(7–9), 5–7, 7–6(7–2), 6–4                    |
| Vrouwenenkelspel 2e ronde                                                                                                 | Diane Parry                                          | Camila Osorio                                        | 6–3, 6–3                                             |
| Gekleurde achtergrond duidt op een avondwedstrijd                                                                         |                                                      |                                                      |                                                      |
| Dagwedstrijden begonnen om 11:00 uur (12:00 uur op Court Philippe-Chatrier), terwijl de avondwedstrijd om 20:45 uur begon |                                                      |                                                      |                                                      |

### Dag 5 (donderdag 26 mei)
- Reekshoofden uitgeschakeld:
  - Mannenenkelspel:  Nikoloz Basilashvili [22],  Frances Tiafoe [24],  Dan Evans [29]
  - Vrouwenenkelspel:  Karolína Plíšková [8],  Danielle Collins [9],  Jeļena Ostapenko [13],  Simona Halep [19], Ekaterina Alexandrova [30]
  - Mannendubbelspel:  Máximo González /  Marcelo Melo [15]
  - Vrouwendubbelspel:  Shuko Aoyama /  Chan Hao-ching [11],  Magda Linette /  Bernarda Pera [15]
  - Gemengd dubbelspel:  Zhang Shuai /  Nicolas Mahut [1],  Anna Danilina /  Andrey Golubev [6],  Bernarda Pera /  Mate Pavić [7],  Giuliana Olmos /  Marcelo Arévalo [8]
- Speelschema

| Wedstrijden op de hoofdbanen                                                                                              | Wedstrijden op de hoofdbanen                         | Wedstrijden op de hoofdbanen                         | Wedstrijden op de hoofdbanen                         |
| Evenement | Winnaar                                              | Verliezer                                            | Score                                                |
| Wedstrijden op Court Philippe-Chatrier (centercourt)                                                                      | Wedstrijden op Court Philippe-Chatrier (centercourt) | Wedstrijden op Court Philippe-Chatrier (centercourt) | Wedstrijden op Court Philippe-Chatrier (centercourt) |
| --- | ---------------------------------------------------- | ---------------------------------------------------- | ---------------------------------------------------- |
| Mannenenkelspel 2e ronde                                                                                                  | Daniil Medvedev [2]                                  | Laslo Đere                                           | 6–3, 6–4, 6–3                                        |
| Vrouwenenkelspel 2e ronde                                                                                                 | Madison Keys [22]                                    | Caroline Garcia                                      | 6–4, 7–6(7–3)                                        |
| Mannenenkelspel 2e ronde                                                                                                  | Gilles Simon [WC]                                    | Steve Johnson                                        | 7–5, 6–1, 7–6(8–6)                                   |
| Vrouwenenkelspel 2e ronde                                                                                                 | Alizé Cornet                                         | Jeļena Ostapenko [13]                                | 6–0, 1–6, 6–3                                        |
| Wedstrijden op Court Suzanne-Lenglen (Grandstand)                                                                         |                                                      |                                                      |                                                      |
| Vrouwenenkelspel 2e ronde                                                                                                 | Paula Badosa [3]                                     | Kaja Juvan                                           | 7–5, 3–6, 6–2                                        |
| Mannenenkelspel 2e ronde                                                                                                  | Hugo Gaston                                          | Pedro Cachín [LL]                                    | 6–4, 6–2, 6–4                                        |
| Vrouwenenkelspel 2e ronde                                                                                                 | Iga Świątek [1]                                      | Alison Riske                                         | 6–0, 6–2                                             |
| Mannenenkelspel 2e ronde                                                                                                  | Stéfanos Tsitsipás [4]                               | Zdeněk Kolář [Q]                                     | 6–3, 7–6(10–8), 6–7(3–7), 7–6(9–7)                   |
| Wedstrijden op Court Simonne Mathieu                                                                                      |                                                      |                                                      |                                                      |
| Vrouwenenkelspel 2e ronde                                                                                                 | Léolia Jeanjean [WC]                                 | Karolína Plíšková [8]                                | 6–2, 6–2                                             |
| Mannenenkelspel 2e ronde                                                                                                  | David Goffin                                         | Frances Tiafoe [24]                                  | 3–6, 7–6(7–1), 6–2, 6–4                              |
| Vrouwenenkelspel 2e ronde                                                                                                 | Zheng Qinwen                                         | Simona Halep [19]                                    | 2–6, 6–2, 6–1                                        |
| Mannenenkelspel 2e ronde                                                                                                  | Andrej Roebljov [7]                                  | Federico Delbonis                                    | 6–3, 3–6, 6–2, 6–3                                   |
| Gekleurde achtergrond duidt op een avondwedstrijd                                                                         |                                                      |                                                      |                                                      |
| Dagwedstrijden begonnen om 11:00 uur (12:00 uur op Court Philippe-Chatrier), terwijl de avondwedstrijd om 20:45 uur begon |                                                      |                                                      |                                                      |

### Dag 6 (vrijdag 27 mei)
- Reekshoofden uitgeschakeld:
  - Mannenenkelspel:  Cameron Norrie [10],  Grigor Dimitrov [18],  John Isner [23],  Botic van de Zandschulp [26],  Sebastian Korda [27]
  - Vrouwenenkelspel:  Belinda Bencic [14],  Victoria Azarenka [15],  Angelique Kerber [21]
  - Mannendubbelspel:  Jamie Murray /  Bruno Soares [10]
  - Vrouwendubbelspel:  Desirae Krawczyk /  Demi Schuurs [5],  Caroline Dolehide /  Storm Sanders [7],  Anna Danilina /  Beatriz Haddad Maia [12]
- Speelschema

| Wedstrijden op de hoofdbanen                                                                                              | Wedstrijden op de hoofdbanen                         | Wedstrijden op de hoofdbanen                         | Wedstrijden op de hoofdbanen                         |
| Evenement | Winnaar                                              | Verliezer                                            | Score                                                |
| Wedstrijden op Court Philippe-Chatrier (centercourt)                                                                      | Wedstrijden op Court Philippe-Chatrier (centercourt) | Wedstrijden op Court Philippe-Chatrier (centercourt) | Wedstrijden op Court Philippe-Chatrier (centercourt) |
| --- | ---------------------------------------------------- | ---------------------------------------------------- | ---------------------------------------------------- |
| Vrouwenenkelspel 3e ronde                                                                                                 | Leylah Fernandez [17]                                | Belinda Bencic [14]                                  | 7–5, 3–6, 7–5                                        |
| Mannenenkelspel 3e ronde                                                                                                  | Novak Djokovic [1]                                   | Aljaž Bedene [PR]                                    | 6–3, 6–3, 6–2                                        |
| Vrouwenenkelspel 3e ronde                                                                                                 | Sloane Stephens                                      | Diane Parry                                          | 6–2, 6–3                                             |
| Mannenenkelspel 3e ronde                                                                                                  | Carlos Alcaraz [6]                                   | Sebastian Korda [27]                                 | 6–4, 6–4, 6–2                                        |
| Wedstrijden op Court Suzanne-Lenglen (Grandstand)                                                                         |                                                      |                                                      |                                                      |
| Vrouwenenkelspel 3e ronde                                                                                                 | Amanda Anisimova [27]                                | Karolína Muchová                                     | 6–7(7–9), 6–2, 3–0, opgave                           |
| Vrouwenenkelspel 3e ronde                                                                                                 | Coco Gauff [18]                                      | Kaia Kanepi                                          | 6–3, 6–4                                             |
| Mannenenkelspel 3e ronde                                                                                                  | Rafael Nadal [5]                                     | Botic van de Zandschulp [26]                         | 6–3, 6–2, 6–4                                        |
| Mannenenkelspel 3e ronde                                                                                                  | Alexander Zverev [3]                                 | Brandon Nakashima                                    | 7–6(7–2), 6–3, 7–6(7–5)                              |
| Wedstrijden op Court Simonne Mathieu                                                                                      |                                                      |                                                      |                                                      |
| Mannenenkelspel 3e ronde                                                                                                  | Diego Schwartzman [15]                               | Grigor Dimitrov [18]                                 | 6–3, 6–1, 6–2                                        |
| Vrouwenenkelspel 3e ronde                                                                                                 | Aliaksandra Sasnovich                                | Angelique Kerber [21]                                | 6–4, 7–6(7–5)                                        |
| Vrouwenenkelspel 3e ronde                                                                                                 | Jil Teichmann [23]                                   | Victoria Azarenka [15]                               | 4–6, 7–5, 7–6(10–5)                                  |
| Mannenenkelspel 3e ronde                                                                                                  | Karen Khachanov [21]                                 | Cameron Norrie [10]                                  | 6–2, 7–5, 5–7, 6–4                                   |
| Gekleurde achtergrond duidt op een avondwedstrijd                                                                         |                                                      |                                                      |                                                      |
| Dagwedstrijden begonnen om 11:00 uur (12:00 uur op Court Philippe-Chatrier), terwijl de avondwedstrijd om 20:45 uur begon |                                                      |                                                      |                                                      |

### Dag 7 (zaterdag 28 mei)
- Reekshoofden uitgeschakeld:
  - Mannenenkelspel:  Miomir Kecmanović [28],  Lorenzo Sonego [32]
  - Vrouwenenkelspel:  Paula Badosa [3],  Aryna Sabalenka [7],  Elena Rybakina [16],  Tamara Zidanšek [24]
  - Mannendubbelspel:  Nikola Mektić /  Mate Pavić [2]
- Speelschema

| Wedstrijden op de hoofdbanen                                                                                              | Wedstrijden op de hoofdbanen                         | Wedstrijden op de hoofdbanen                         | Wedstrijden op de hoofdbanen                         |
| Evenement | Winnaar                                              | Verliezer                                            | Score                                                |
| Wedstrijden op Court Philippe-Chatrier (centercourt)                                                                      | Wedstrijden op Court Philippe-Chatrier (centercourt) | Wedstrijden op Court Philippe-Chatrier (centercourt) | Wedstrijden op Court Philippe-Chatrier (centercourt) |
| --- | ---------------------------------------------------- | ---------------------------------------------------- | ---------------------------------------------------- |
| Vrouwenenkelspel 3e ronde                                                                                                 | Iga Świątek [1]                                      | Danka Kovinić                                        | 6–3, 7–5                                             |
| Vrouwenenkelspel 3e ronde                                                                                                 | Zheng Qinwen                                         | Alizé Cornet                                         | 6–0, 3–0, opgave                                     |
| Mannenenkelspel 3e ronde                                                                                                  | Marin Čilić [20]                                     | Gilles Simon [WC]                                    | 6–0, 6–3, 6–2                                        |
| Vrouwendubbelspel 2e ronde                                                                                                | Veronika Koedermetova [2] Elise Mertens [2]          | Leylah Fernandez Kirsten Flipkens                    | 6–2, 6–2                                             |
| Mannenenkelspel 3e ronde                                                                                                  | Holger Rune                                          | Hugo Gaston                                          | 6–3, 6–3, 6–3                                        |
| Wedstrijden op Court Suzanne-Lenglen (Grandstand)                                                                         |                                                      |                                                      |                                                      |
| Vrouwenenkelspel 3e ronde                                                                                                 | Irina-Camelia Begu                                   | Léolia Jeanjean [WC]                                 | 6–1, 6–4                                             |
| Mannenenkelspel 3e ronde                                                                                                  | Daniil Medvedev [2]                                  | Miomir Kecmanović [28]                               | 6–2, 6–4, 6–2                                        |
| Vrouwenenkelspel 3e ronde                                                                                                 | Veronika Koedermetova [29]                           | Paula Badosa [3]                                     | 6–3, 2–1, opgave                                     |
| Mannenenkelspel 3e ronde                                                                                                  | Stéfanos Tsitsipás [4]                               | Mikael Ymer                                          | 6–2, 6–2, 6–1                                        |
| Wedstrijden op Court Simonne Mathieu                                                                                      |                                                      |                                                      |                                                      |
| Mannenenkelspel 3e ronde                                                                                                  | Jannik Sinner [11]                                   | Mackenzie McDonald                                   | 6–3, 7–6(8–6), 6–3                                   |
| Vrouwenenkelspel 3e ronde                                                                                                 | Camila Giorgi [28]                                   | Aryna Sabalenka [7]                                  | 4–6, 6–1, 6–0                                        |
| Mannenenkelspel 3e ronde                                                                                                  | Hubert Hurkacz [12]                                  | David Goffin                                         | 7–5, 6–2, 6–1                                        |
| Vrouwenenkelspel 3e ronde                                                                                                 | Madison Keys [22]                                    | Elena Rybakina [16]                                  | 3–6, 6–1, 7–6(10–3)                                  |
| Gekleurde achtergrond duidt op een avondwedstrijd                                                                         |                                                      |                                                      |                                                      |
| Dagwedstrijden begonnen om 11:00 uur (12:00 uur op Court Philippe-Chatrier), terwijl de avondwedstrijd om 20:45 uur begon |                                                      |                                                      |                                                      |

### Dag 8 (zondag 29 mei)
- Reekshoofden uitgeschakeld:
  - Mannenenkelspel:  Félix Auger-Aliassime [9],  Diego Schwartzman [15],  Karen Khachanov [21]
  - Vrouwenenkelspel:  Jil Teichmann [23],  Amanda Anisimova [27],  Elise Mertens [31]
  - Mannendubbelspel:  Tim Pütz /  Michael Venus [7]
  - Vrouwendubbelspel:  Gabriela Dabrowski /  Giuliana Olmos [3],  Caty McNally /  Zhang Shuai [4],  Asia Muhammad /  Ena Shibahara [9]
  - Gemengd dubbelspel:  Andreja Klepač /  Rohan Bopanna [5]
- Speelschema

| Wedstrijden op de hoofdbanen                                                                                              | Wedstrijden op de hoofdbanen                         | Wedstrijden op de hoofdbanen                         | Wedstrijden op de hoofdbanen                         |
| Evenement | Winnaar                                              | Verliezer                                            | Score                                                |
| Wedstrijden op Court Philippe-Chatrier (centercourt)                                                                      | Wedstrijden op Court Philippe-Chatrier (centercourt) | Wedstrijden op Court Philippe-Chatrier (centercourt) | Wedstrijden op Court Philippe-Chatrier (centercourt) |
| --- | ---------------------------------------------------- | ---------------------------------------------------- | ---------------------------------------------------- |
| Vrouwenenkelspel 4e ronde                                                                                                 | Leylah Fernandez [17]                                | Amanda Anisimova [27]                                | 6–3, 4–6, 6–3                                        |
| Vrouwenenkelspel 4e ronde                                                                                                 | Coco Gauff [18]                                      | Elise Mertens [31]                                   | 6–4, 6–0                                             |
| Mannenenkelspel 4e ronde                                                                                                  | Rafael Nadal [5]                                     | Félix Auger-Aliassime [9]                            | 3–6, 6–3, 6–2, 3–6, 6–3                              |
| Mannenenkelspel 4e ronde                                                                                                  | Carlos Alcaraz [6]                                   | Karen Khachanov [21]                                 | 6–1, 6–4, 6–4                                        |
| Wedstrijden op Court Suzanne-Lenglen (Grandstand)                                                                         |                                                      |                                                      |                                                      |
| Vrouwenenkelspel 4e ronde                                                                                                 | Martina Trevisan                                     | Aliaksandra Sasnovich                                | 7–6(12–10), 7–5                                      |
| Mannenenkelspel 4e ronde                                                                                                  | Novak Djokovic [1]                                   | Diego Schwartzman [15]                               | 6–1, 6–3, 6–3                                        |
| Mannenenkelspel 4e ronde                                                                                                  | Alexander Zverev [3]                                 | Bernabé Zapata Miralles [Q]                          | 7–6(13–11), 7–5, 6–3                                 |
| Vrouwenenkelspel 4e ronde                                                                                                 | Sloane Stephens                                      | Jil Teichmann [23]                                   | 6–2, 6–0                                             |
| Wedstrijden op Court Simonne Mathieu                                                                                      |                                                      |                                                      |                                                      |
| Mannendubbelspel 3e ronde                                                                                                 | Marcel Granollers [4] Horacio Zeballos [4]           | Jonny O'Mara [Alt] Jackson Withrow [Alt]             | 6–1, 6–1                                             |
| Vrouwendubbelspel 3e ronde                                                                                                | Caroline Garcia [WC] Kristina Mladenovic [WC]        | Misaki Doi Ajla Tomljanović                          | 5–7, 6–4, 6–2                                        |
| Gemengd dubbelspel 2e ronde                                                                                               | Ulrikke Eikeri Joran Vliegen                         | Clara Burel [WC] Hugo Gaston [WC]                    | 6–4, 6–3                                             |
| Vrouwendubbelspel 3e ronde                                                                                                | Maryna Zanevska Kimberley Zimmermann                 | Latisha Chan Samantha Stosur                         | 1–6, 6–3, 6–4                                        |
| Gemengd dubbelspel 2e ronde                                                                                               | Lucie Hradecká Gonzalo Escobar                       | Andreja Klepač [5] Rohan Bopanna [5]                 | 7–6(7–2), 6–4                                        |
| Gekleurde achtergrond duidt op een avondwedstrijd                                                                         |                                                      |                                                      |                                                      |
| Dagwedstrijden begonnen om 11:00 uur (12:00 uur op Court Philippe-Chatrier), terwijl de avondwedstrijd om 20:45 uur begon |                                                      |                                                      |                                                      |

### Dag 9 (maandag 30 mei)
- Reekshoofden uitgeschakeld:
  - Mannenenkelspel:  Daniil Medvedev [2],  Stéfanos Tsitsipás [4],  Jannik Sinner [11],  Hubert Hurkacz [12]
  - Vrouwenenkelspel:  Madison Keys [22],  Camila Giorgi [28]
  - Vrouwendubbelspel:  Veronika Koedermetova /  Elise Mertens [2]
  - Gemengd dubbelspel:  Desirae Krawczyk /  Neal Skupski [4]
- Speelschema

| Wedstrijden op de hoofdbanen                                                                                              | Wedstrijden op de hoofdbanen                         | Wedstrijden op de hoofdbanen                         | Wedstrijden op de hoofdbanen                         |
| Evenement | Winnaar                                              | Verliezer                                            | Score                                                |
| Wedstrijden op Court Philippe-Chatrier (centercourt)                                                                      | Wedstrijden op Court Philippe-Chatrier (centercourt) | Wedstrijden op Court Philippe-Chatrier (centercourt) | Wedstrijden op Court Philippe-Chatrier (centercourt) |
| --- | ---------------------------------------------------- | ---------------------------------------------------- | ---------------------------------------------------- |
| Vrouwenenkelspel 4e ronde                                                                                                 | Veronika Koedermetova [29]                           | Madison Keys [22]                                    | 1–6, 6–3, 6–1                                        |
| Mannenenkelspel 4e ronde                                                                                                  | Holger Rune                                          | Stéfanos Tsitsipás [4]                               | 7–5, 3–6, 6–3, 6–4                                   |
| Vrouwenenkelspel 4e ronde                                                                                                 | Iga Świątek [1]                                      | Zheng Qinwen                                         | 6–7(5–7), 6–0, 6–2                                   |
| Mannenenkelspel 4e ronde                                                                                                  | Marin Čilić [20]                                     | Daniil Medvedev [2]                                  | 6–2, 6–3, 6–2                                        |
| Wedstrijden op Court Suzanne-Lenglen (Grandstand)                                                                         |                                                      |                                                      |                                                      |
| Vrouwenenkelspel 4e ronde                                                                                                 | Daria Kasatkina [20]                                 | Camila Giorgi [28]                                   | 6–2, 6–2                                             |
| Mannenenkelspel 4e ronde                                                                                                  | Casper Ruud [8]                                      | Hubert Hurkacz [12]                                  | 6–2, 6–3, 3–6, 6–3                                   |
| Vrouwenenkelspel 4e ronde                                                                                                 | Jessica Pegula [11]                                  | Irina-Camelia Begu                                   | 4–6, 6–2, 6–3                                        |
| Mannenenkelspel 4e ronde                                                                                                  | Andrej Roebljov [7]                                  | Jannik Sinner [11]                                   | 1–6, 6–4, 2–0, opgave                                |
| Wedstrijden op Court Simonne Mathieu                                                                                      |                                                      |                                                      |                                                      |
| Vrouwendubbelspel 3e ronde                                                                                                | Anna Bondár Greet Minnen                             | Lloyd Glasspool Harri Heliövaara                     | 6–7(4–7), 7–5, 7–5                                   |
| Gemengd dubbelspel kwartfinale                                                                                            | Ulrikke Eikeri Joran Vliegen                         | Desirae Krawczyk Neal Skupski                        | 2–6, 7–6(7–4), 1–0(10–8)                             |
| Vrouwendubbelspel 3e ronde                                                                                                | Xu Yifan [13] Yang Zhaoxuan [13]                     | Veronika Koedermetova [2] Elise Mertens [2]          | 6–2, 2–6, 6–3                                        |
| Mannendubbelspel halve finale                                                                                             | Rohan Bopanna [16] Matwé Middelkoop [16]             | Lloyd Glasspool Harri Heliövaara                     | 6–4, 4–6, 6–7(3–10)                                  |
| Gekleurde achtergrond duidt op een avondwedstrijd                                                                         |                                                      |                                                      |                                                      |
| Dagwedstrijden begonnen om 11:00 uur (12:00 uur op Court Philippe-Chatrier), terwijl de avondwedstrijd om 20:45 uur begon |                                                      |                                                      |                                                      |

### Dag 10 (dinsdag 31 mei)
- Reekshoofden uitgeschakeld:
  - Mannenenkelspel:  Novak Djokovic [1],  Carlos Alcaraz [6]
  - Vrouwenenkelspel:  Leylah Fernandez [17]
  - Mannendubbelspel:  Rajeev Ram /  Joe Salisbury [1],  Wesley Koolhof /  Neal Skupski [6]
  - Vrouwendubbelspel:  Lucie Hradecká /  Sania Mirza [10]
- Speelschema

| Wedstrijden op de hoofdbanen                                                                                              | Wedstrijden op de hoofdbanen                         | Wedstrijden op de hoofdbanen                         | Wedstrijden op de hoofdbanen                         |
| Evenement | Winnaar                                              | Verliezer                                            | Score                                                |
| Wedstrijden op Court Philippe-Chatrier (centercourt)                                                                      | Wedstrijden op Court Philippe-Chatrier (centercourt) | Wedstrijden op Court Philippe-Chatrier (centercourt) | Wedstrijden op Court Philippe-Chatrier (centercourt) |
| --- | ---------------------------------------------------- | ---------------------------------------------------- | ---------------------------------------------------- |
| Vrouwenenkelspel kwartfinale                                                                                              | Martina Trevisan                                     | Leylah Fernandez [17]                                | 6–2, 6–7(3–7), 6–3                                   |
| Vrouwenenkelspel kwartfinale                                                                                              | Coco Gauff [18]                                      | Sloane Stephens                                      | 7–5, 6–2                                             |
| Mannenenkelspel kwartfinale                                                                                               | Alexander Zverev [3]                                 | Carlos Alcaraz [6]                                   | 6–4, 6–4, 4–6, 7–6(9–7)                              |
| Mannenenkelspel kwartfinale                                                                                               | Rafael Nadal [5]                                     | Novak Djokovic [1]                                   | 6–2, 4–6, 6–2, 7–6(7–4)                              |
| Wedstrijden op Court Suzanne-Lenglen (Grandstand)                                                                         |                                                      |                                                      |                                                      |
| Vrouwenlegendes dubbelspel round-robin                                                                                    | Gisela Dulko Gabriela Sabatini                       | Lindsay Davenport Mary Joe Fernandez                 | 6–3, 6–3                                             |
| Mannendubbelspel kwartfinale                                                                                              | Ivan Dodig Austin Krajicek                           | Rajeev Ram [1] Joe Salisbury [1]                     | 3–6, 7–6(11–9), 7–6(12–10)                           |
| Mannenlegendes dubbelspel round-robin                                                                                     | Sébastien Grosjean Cédric Pioline                    | Mansour Bahrami Julien Benneteau                     | 6–2, 3–6, 1–0(10–7)                                  |
| Vrouwenlegendes dubbelspel round-robin                                                                                    | Daniela Hantuchová Martina Navrátilová               | Chanda Rubin Sandrine Testud                         | 2–6, 6–4, 1–0(10–5)                                  |
| Gemengd dubbelspel kwartfinale                                                                                            | Gabriela Dabrowski [3] John Peers [3]                | Lucie Hradecká Gonzalo Escobar                       | 7–5, 6–2                                             |
| Wedstrijden op Court Simonne Mathieu                                                                                      |                                                      |                                                      |                                                      |
| Mannendubbelspel kwartfinale                                                                                              | Marcel Granollers [4] Horacio Zeballos [4]           | Wesley Koolhof [6] Neal Skupski [6]                  | 3–6, 6–3, 6–4                                        |
| Vrouwendubbelspel kwartfinale                                                                                             | Madison Keys Taylor Townsend                         | Marta Kostjoek Elena Gabriela Ruse                   | 7–6(7–5), 2–6, 7–5                                   |
| Vrouwendubbelspel kwartfinale                                                                                             | Ljoedmyla Kitsjenok [14] Jeļena Ostapenko [14]       | Maryna Zanevska Kimberley Zimmermann                 | 6–3, 5–7, 6–2                                        |
| Vrouwendubbelspel 3e ronde                                                                                                | Coco Gauff [8] Jessica Pegula [8]                    | Lucie Hradecká [10] Sania Mirza [10]                 | 6–4, 6–3                                             |
| Gekleurde achtergrond duidt op een avondwedstrijd                                                                         |                                                      |                                                      |                                                      |
| Dagwedstrijden begonnen om 11:00 uur (12:00 uur op Court Philippe-Chatrier), terwijl de avondwedstrijd om 20:45 uur begon |                                                      |                                                      |                                                      |

### Dag 11 (woensdag 1 juni)
- Reekshoofden uitgeschakeld:
  - Mannenenkelspel:  Andrej Roebljov [7]
  - Vrouwenenkelspel:  Jessica Pegula [11],  Veronika Koedermetova [29]
  - Vrouwendubbelspel:  Xu Yifan /  Yang Zhaoxuan [13]
  - Gemengd dubbelspel:  Gabriela Dabrowski /  John Peers [3]
- Speelschema

| Wedstrijden op de hoofdbanen                                                                                              | Wedstrijden op de hoofdbanen                         | Wedstrijden op de hoofdbanen                         | Wedstrijden op de hoofdbanen                         |
| Evenement | Winnaar                                              | Verliezer                                            | Score                                                |
| Wedstrijden op Court Philippe-Chatrier (centercourt)                                                                      | Wedstrijden op Court Philippe-Chatrier (centercourt) | Wedstrijden op Court Philippe-Chatrier (centercourt) | Wedstrijden op Court Philippe-Chatrier (centercourt) |
| --- | ---------------------------------------------------- | ---------------------------------------------------- | ---------------------------------------------------- |
| Vrouwenenkelspel kwartfinale                                                                                              | Daria Kasatkina [20]                                 | Veronika Koedermetova [29]                           | 6–4, 7–6(7–5)                                        |
| Vrouwenenkelspel kwartfinale                                                                                              | Iga Świątek [1]                                      | Jessica Pegula [11]                                  | 6–3, 6–2                                             |
| Mannenenkelspel kwartfinale                                                                                               | Marin Čilić [20]                                     | Andrej Roebljov [7]                                  | 5–7, 6–3, 6–4, 3–6, 7–6(10–2)                        |
| Mannenenkelspel kwartfinale                                                                                               | Casper Ruud [8]                                      | Holger Rune                                          | 6–1, 4–6, 7–6(7–2), 6–3                              |
| Wedstrijden op Court Suzanne-Lenglen (Grandstand)                                                                         |                                                      |                                                      |                                                      |
| Vrouwenlegendes dubbelspel round-robin                                                                                    | Lindsay Davenport Mary Joe Fernandez                 | Iva Majoli Mary Pierce                               | 6–4, 0–6, 1–0(10–8)                                  |
| Mannenlegendes dubbelspel round-robin                                                                                     | Nicolas Escudé Paul-Henri Mathieu                    | Henri Leconte Michaël Llodra                         | 6–3, 6–4                                             |
| Vrouwenlegendes dubbelspel round-robin                                                                                    | Tatiana Golovin Nathalie Tauziat                     | Gisela Dulko Gabriela Sabatini                       | 6–4, 6–4                                             |
| Gemengd dubbelspel halve finale                                                                                           | Ena Shibahara [2] Wesley Koolhof [2]                 | Gabriela Dabrowski [3] John Peers [3]                | 6–3, 6–4                                             |
| Vrouwenlegendes dubbelspel round-robin                                                                                    | Magdalena Maleeva Rennae Stubbs                      | Daniela Hantuchová Martina Navrátilová               | 6–4, 6–3                                             |
| Wedstrijden op Court Simonne Mathieu                                                                                      |                                                      |                                                      |                                                      |
| Gemengd dubbelspel halve finale                                                                                           | Ulrikke Eikeri Joran Vliegen                         | Nicole Melichar-Martinez Kevin Krawietz              | 1–6, 7–6(7–4), 1–0(10–7)                             |
| Vrouwendubbelspel kwartfinale                                                                                             | Caroline Garcia [WC] Kristina Mladenovic [WC]        | Xu Yifan [13] Yang Zhaoxuan [13]                     | 6–3, 6–3                                             |
| Mannenlegendes dubbelspel round-robin                                                                                     | Sébastien Grosjean Cédric Pioline                    | Xavier Malisse Mats Wilander                         | 6–7(3–7), 6–1, 1–0(13–11)                            |
| Vrouwendubbelspel kwartfinale                                                                                             | Coco Gauff [8] Jessica Pegula [8]                    | Anna Bondár Greet Minnen                             | 6–4, 4–6, 6–4                                        |
| Gekleurde achtergrond duidt op een avondwedstrijd                                                                         |                                                      |                                                      |                                                      |
| Dagwedstrijden begonnen om 11:00 uur (12:00 uur op Court Philippe-Chatrier), terwijl de avondwedstrijd om 20:45 uur begon |                                                      |                                                      |                                                      |

### Dag 12 (donderdag 2 juni)
- Reekshoofden uitgeschakeld:
  - Vrouwenenkelspel:  Daria Kasatkina [20]
  - Mannendubbelspel:  Marcel Granollers /  Horacio Zeballos [4],  Rohan Bopanna /  Matwé Middelkoop [16]
- Speelschema

| Wedstrijden op de hoofdbanen                                                                      | Wedstrijden op de hoofdbanen                         | Wedstrijden op de hoofdbanen                         | Wedstrijden op de hoofdbanen                         |
| Evenement                                                                                         | Winnaar                                              | Verliezer                                            | Score                                                |
| Wedstrijden op Court Philippe-Chatrier (centercourt)                                              | Wedstrijden op Court Philippe-Chatrier (centercourt) | Wedstrijden op Court Philippe-Chatrier (centercourt) | Wedstrijden op Court Philippe-Chatrier (centercourt) |
| ------------------------------------------------------------------------------------------------- | ---------------------------------------------------- | ---------------------------------------------------- | ---------------------------------------------------- |
| Gemengd dubbelspel finale                                                                         | Ena Shibahara [2] Wesley Koolhof [2]                 | Ulrikke Eikeri Joran Vliegen                         | 7–6(7–5), 6–2                                        |
| Vrouwenenkelspel halve finale                                                                     | Iga Świątek [1]                                      | Daria Kasatkina [20]                                 | 6–2, 6–1                                             |
| Vrouwenenkelspel halve finale                                                                     | Coco Gauff [18]                                      | Martina Trevisan                                     | 6–3, 6–1                                             |
| Wedstrijden op Court Suzanne-Lenglen (Grandstand)                                                 |                                                      |                                                      |                                                      |
| Vrouwenlegendes dubbelspel round-robin                                                            | Gisela Dulko Gabriela Sabatini                       | Iva Majoli Mary Pierce                               | 6–4, 6–1                                             |
| Mannenlegendes dubbelspel round-robin                                                             | Mansour Bahrami Julien Benneteau                     | Marcos Baghdatis Goran Ivanišević                    | 7–6(7–5), 7–6(7–4)                                   |
| Wedstrijden op Court Simonne Mathieu                                                              |                                                      |                                                      |                                                      |
| Vrouwenlegendes dubbelspel round-robin                                                            | Lindsay Davenport Mary Joe Fernandez                 | Tatiana Golovin Nathalie Tauziat                     | 6–0, 6–1                                             |
| Mannendubbelspel halve finale                                                                     | Marcelo Arévalo [12] Jean-Julien Rojer [12]          | Rohan Bopanna [16] Matwé Middelkoop [16]             | 4–6, 6–3, 7–6(10–8)                                  |
| Mannendubbelspel halve finale                                                                     | Ivan Dodig Austin Krajicek                           | Marcel Granollers [4] Horacio Zeballos [4]           | 4–6, 7–6(7–1), 7–5                                   |
| Mannenlegendes dubbelspel round-robin                                                             | Arnaud Clément Fabrice Santoro                       | Guy Forget Tommy Haas                                | 6–3, 7–6(8–6)                                        |
| Wedstrijden begonnen om 11:00 uur (12:00 uur op Court Philippe-Chatrier en Court Suzanne-Lenglen) |                                                      |                                                      |                                                      |

### Dag 13 (vrijdag 3 juni)
- Reekshoofden uitgeschakeld:
  - Mannenenkelspel:  Alexander Zverev [3],  Marin Čilić [20]
  - Vrouwendubbelspel:  Lyudmyla Kichenok /  Jeļena Ostapenko [14]
- Speelschema

| Wedstrijden op de hoofdbanen                         | Wedstrijden op de hoofdbanen                         | Wedstrijden op de hoofdbanen                         | Wedstrijden op de hoofdbanen                         |
| Evenement                                            | Winnaar                                              | Verliezer                                            | Score                                                |
| Wedstrijden op Court Philippe-Chatrier (centercourt) | Wedstrijden op Court Philippe-Chatrier (centercourt) | Wedstrijden op Court Philippe-Chatrier (centercourt) | Wedstrijden op Court Philippe-Chatrier (centercourt) |
| ---------------------------------------------------- | ---------------------------------------------------- | ---------------------------------------------------- | ---------------------------------------------------- |
| Rolstoel mannendubbelspel halve finale               | Gustavo Fernández Shingo Kunieda                     | Stéphane Houdet [2] Nicolas Peifer [2]               | 7–6(7–0), 6–1                                        |
| Mannenenkelspel halve finale                         | Rafael Nadal [5]                                     | Alexander Zverev [3]                                 | 7–6(10–8), 6–6, opgave                               |
| Mannenenkelspel halve finale                         | Casper Ruud [8]                                      | Marin Čilić [20]                                     | 3–6, 6–4, 6–2, 6–2                                   |
| Wedstrijden op Court Suzanne-Lenglen (Grandstand)    |                                                      |                                                      |                                                      |
| Vrouwendubbelspel halve finale                       | Coco Gauff [8] Jessica Pegula [8]                    | Madison Keys Taylor Townsend                         | 6–4, 7–6                                             |
| Vrouwendubbelspel halve finale                       | Caroline Garcia [WC] Kristina Mladenovic [WC]        | Ljoedmyla Kitsjenok [14] Jeļena Ostapenko [14]       | 2–6, 6–4, 6–2                                        |
| Wedstrijden op Court Simonne Mathieu                 |                                                      |                                                      |                                                      |
| Mannenlegendes dubbelspel round-robin                | Arnaud Clément Fabrice Santoro                       | Nicolas Escudé Paul-Henri Mathieu                    | 6–4, 6–2                                             |
| Mannenlegendes dubbelspel round-robin                | Marcos Baghdatis Goran Ivanišević                    | Xavier Malisse Mats Wilander                         | 6–4, 0–6, [10–7]                                     |
| Vrouwenlegendes dubbelspel round-robin               | Tatiana Golovin Nathalie Tauziat                     | Iva Majoli Mary Pierce                               | 6–4, 6–3                                             |
| Wedstrijden begonnen om 11:00 uur                    |                                                      |                                                      |                                                      |

### Dag 14 (zaterdag 4 juni)
- Reekshoofden uitgeschakeld:
  - Vrouwenenkelspel:  Coco Gauff [18]
- Speelschema

| Wedstrijden op de hoofdbanen                         | Wedstrijden op de hoofdbanen                         | Wedstrijden op de hoofdbanen                         | Wedstrijden op de hoofdbanen                         |
| Evenement                                            | Winnaar                                              | Verliezer                                            | Score                                                |
| Wedstrijden op Court Philippe-Chatrier (centercourt) | Wedstrijden op Court Philippe-Chatrier (centercourt) | Wedstrijden op Court Philippe-Chatrier (centercourt) | Wedstrijden op Court Philippe-Chatrier (centercourt) |
| ---------------------------------------------------- | ---------------------------------------------------- | ---------------------------------------------------- | ---------------------------------------------------- |
| Rolstoel vrouwenenkelspel finale                     | Diede de Groot [1]                                   | Yui Kamiji [2]                                       | 6–4, 6–1                                             |
| Vrouwenenkelspel finale                              | Iga Świątek [1]                                      | Coco Gauff [18]                                      | 6–1, 6–3                                             |
| Mannendubbelspel finale                              | Marcelo Arévalo [12] Jean-Julien Rojer [12]          | Ivan Dodig Austin Krajicek                           | 6–7(4–7), 7–6(7–5), 6–3                              |
| Wedstrijden op Court Suzanne-Lenglen (Grandstand)    |                                                      |                                                      |                                                      |
| Mannenlegendes dubbelspel round-robin                | Mansour Bahrami Julien Benneteau                     | Xavier Malisse Mats Wilander                         | 6–4, 2–6, 1–0(10–6)                                  |
| Mannenlegendes dubbelspel round-robin                | Sébastien Grosjean Cédric Pioline                    | Marcos Baghdatis Goran Ivanišević                    | 6–2, 7–5                                             |
| Vrouwenlegendes dubbelspel finale                    | Flavia Pennetta Francesca Schiavone                  | Gisela Dulko Gabriela Sabatini                       | 1–6, 7–6(7–4), 1–0(10–6)                             |
| Wedstrijden op Court Simonne Mathieu                 |                                                      |                                                      |                                                      |
| Meisjesenkelspel finale                              | Lucie Havlíčková [9]                                 | Solana Sierra                                        | 6–3, 6–3                                             |
| Jongensenkelspel finale                              | Gabriel Debru [14]                                   | Gilles-Arnaud Bailly                                 | 7–6(7–5), 6–3                                        |
| Meisjesdubbelspel finale                             | Sára Bejlek [1] Lucie Havlíčková [1]                 | Nikola Bartůňková [2] Céline Naef [2]                | 6–3, 6–3                                             |
| Wedstrijden begonnen om 11:00 uur                    |                                                      |                                                      |                                                      |

### Dag 15 (zondag 5 juni)
- Reekshoofden uitgeschakeld:
  - Mannenenkelspel:  Casper Ruud [8]
  - Vrouwendubbelspel:  Coco Gauff /  Jessica Pegula [8]
- Speelschema

| Wedstrijden op de hoofdbanen                                             | Wedstrijden op de hoofdbanen                         | Wedstrijden op de hoofdbanen                         | Wedstrijden op de hoofdbanen                         |
| Evenement                                                                | Winnaar                                              | Verliezer                                            | Score                                                |
| Wedstrijden op Court Philippe-Chatrier (centercourt)                     | Wedstrijden op Court Philippe-Chatrier (centercourt) | Wedstrijden op Court Philippe-Chatrier (centercourt) | Wedstrijden op Court Philippe-Chatrier (centercourt) |
| ------------------------------------------------------------------------ | ---------------------------------------------------- | ---------------------------------------------------- | ---------------------------------------------------- |
| Vrouwendubbelspel finale                                                 | Caroline Garcia [WC] Kristina Mladenovic [WC]        | Coco Gauff [8] Jessica Pegula [8]                    | 2–6, 6–3, 6–2                                        |
| Mannenenkelspel finale                                                   | Rafael Nadal [5]                                     | Casper Ruud [8]                                      | 6–3, 6–3, 6–0                                        |
| Wedstrijden op Court Suzanne-Lenglen (Grandstand)                        |                                                      |                                                      |                                                      |
| Mannenlegendes dubbelspel finale                                         | Arnaud Clément Fabrice Santoro                       | Sébastien Grosjean Cédric Pioline                    | 6–3, 4–6, 1–0(10–7)                                  |
| Wedstrijden begonnen om 11:00 uur (11:30 uur op Court Philippe-Chatrier) |                                                      |                                                      |                                                      |